# Edward Balls

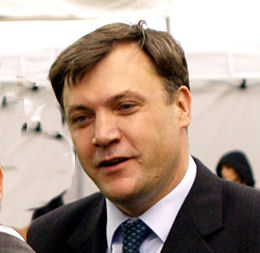
Edward Balls

Edward Michael Balls (* 25. Februar 1967 in Norwich) ist ein ehemaliger britischer Politiker der Labour Party und der Co-operative Party. In der Regierung Blair war er Staatssekretär im britischen Finanzministerium. Von Juni 2007 bis 2010 war er Erziehungsminister (Secretary of State for Children, Schools and Families) in der Regierung von Gordon Brown.

## Biografie
Balls ging zur Nottingham High School, auf das Keble College und zur University of Oxford, an der er PPE (Philosophy, Politics and Economics) studierte. Später war er als Kennedy Scholar an der Harvard University. Während er in Oxford war, wurde er ein Mitglied der Oxford University Conservative Association.
Seine Karriere begann er bei der Financial Times im Bereich Wirtschaft von 1990 bis 1994. Anschließend wurde er ökonomischer Berater des Schattenkanzlers Gordon Brown von 1994 bis 1997. Im Mai 2006 wurde Balls Staatssekretär im britischen Finanzministerium. Ende 2006 galt er als erfolgreichster Kandidat für den Posten des Finanzministers in Großbritannien nach dem geplanten Rücktritt von Tony Blair. Allerdings wurde er Mitte 2007 zum Bildungsminister berufen. Seit 2011 war er Finanzminister im Schattenkabinett von Ed Miliband. Bei den Unterhauswahlen am 7. Mai 2015 verlor er seinen Wahlkreis Morley and Outwood mit 422 Stimmen Unterschied an die Konservative Andrea Jenkyns und gilt damit als höchstrangiges „Opfer“ der Labour-Niederlage. Balls kündigte an, dass er sich nach dieser Niederlage aus der Politik zurückziehen werde.
Vom 11. bis 14. Juni 2015 nahm er an der 63. Bilderberg-Konferenz in Telfs-Buchen in Österreich teil.
Von Oktober 2015 bis 2020 war Balls Gastprofessor am King’s College London und ist jetzt Professor für Politische Ökonomie am Department of Political Economy and the Policy Institute.

## Familie
Seit 1998 ist Ed Balls mit der Labourabgeordneten für Pontefract, Castleford und Knottingley, Yvette Cooper (* 1969) verheiratet. Das Paar hat drei Kinder. Balls’ Vater ist Michael Balls, ein ehemaliger europäischer Beamter und Vorsitzender des Fund for the Replacement of Animals in Medical Experiments (FRAME).